# Hôtel Mayol de Saint-Simon
 (juin 2020).
Pour les articles homonymes, voir Mayol.
L'hôtel Mayol de Saint-Simon est un hôtel particulier situé au n° 5 de la rue Espariat, à Aix-en-Provence, Provence-Alpes-Côte d'Azur, France.

## Historique
Le bâtiment fut construit au XVIIIe siècle pour la branche Saint-Simon de la famille Mayol, connue en Provence depuis le XIIIe siècle. 
Une habitante célèbre en son temps fut Anne Angélique Pazeri de Thorame (veuve de Jean-Baptiste Louis Alexandre Mayol, chevalier de l’ordre de Saint-Louis et capitaine au régiment de Vermandois). C’est par amour pour la belle veuve que Jean-Baptiste Bruni d’Entrecasteaux trancha la gorge de sa femme Angélique de Castellane, le 31 mai 1784.[réf. nécessaire]

## Architecture
La façade est typique de l’époque baroque provençale et de la période du développement du Cours Mirabeau (milieu XVIIe siècle). 
La porte cochère présente un joli mascaron et est flanquée de pilastres à chapiteaux ioniques. 
Les balcons du premier étage sont soutenus par des consoles à feuillages et coquilles. Les fenêtres des premier et deuxième étages sont également ornées de mascarons, dont certains ont été restaurés.